# Dorfkirche Ludorf
Die heute evangelische Dorfkirche Ludorf St. Maria und St. Laurentius ist eine denkmalgeschützte Oktogonkirche in Ludorf, einem Ortsteil der Gemeinde Südmüritz im Landkreis Mecklenburgische Seenplatte, Mecklenburg-Vorpommern. Sie gehört zur Propstei Neustrelitz der Evangelisch-Lutherischen Kirche in Norddeutschland (Nordkirche).

## Entstehung
Erstmalige Erwähnung fand der frühgotische Backsteinbau anlässlich der Weihe (St. Maria und St. Laurentius) des Hauptbaus am 8. Mai 1346 durch den Bischof Burchard von Havelberg. Der Sage nach wurde sie jedoch schon rund 150 Jahre früher errichtet. Ein zurückgekehrter Kreuzritter aus ortsansässigem Geschlecht, Wip(p)ert von Morin, soll sie unter formalem Rückgriff auf die Grabeskirche in Jerusalem gestiftet haben.

## Beschreibung
Der zentrale Hauptbau hat einen oktogonalen (achteckigen) Grundriss, was für diese Zeit in Norddeutschland als einzigartig hervorzuheben ist.
Es gibt an vier Seiten Anbauten. Die übrigen freiliegenden Fassadenflächen sind gekennzeichnet durch zwei Rundbogenfenster beidseitig des östlichen Anbaus und zwei Fenster mit Segmentbogen beidseitig des westlichen Anbaus. Ein doppelter Zahnfries (Stromschichtfries) schließt die Fassade zur Traufe hin ab. Darüber erhebt sich das hohe oktogonale Turmdach mit Schieferdeckung, das in einer Spitze mit Wetterfahne zusammenläuft.
Der vermutlich älteste Teil der Kirche, der apsisartige „Anbau“ im Osten, ist niedriger als der Hauptbau und über rundem Grundriss errichtet. Er hat drei Fensteröffnungen und vier Strebepfeiler. Zwei breite Wandverstärkungen wurden zur Stabilisierung später hinzugefügt. Den oberen Abschluss bildet ein Kegeldach mit Ziegeldeckung und Wetterfahne als Bekrönung.

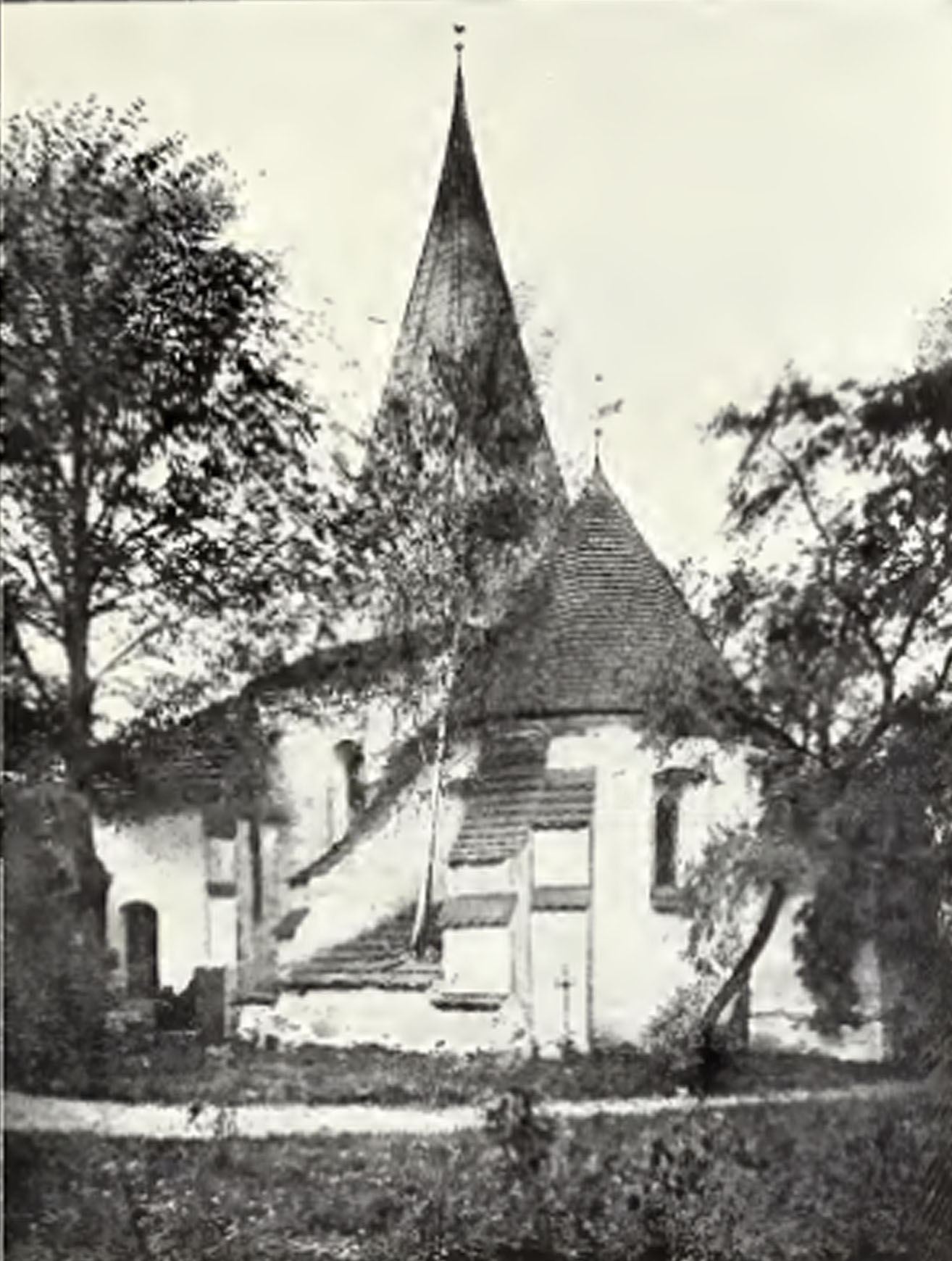
Ansicht von Osten, 1902, verputzt

Die beiden Kapellen nördlich und südlich haben einen angeschnittenen hexagonalen (sechseckigen) Grundriss und hatten ursprünglich je drei Fensteröffnungen, die in der nördlichen Kapelle sind vermauert. Vor der mittleren der ehemaligen Fensteröffnungen der nördlichen Kapelle gibt es eine Holzklappe. In der südlichen Kapelle wurde das Fenster nach Südosten durch eine Tür ersetzt. Beide Kapellen haben je vier Strebepfeiler und Walmdächer mit Ziegeldeckung, die in das Turmdach übergehen.
Der westliche Anbau, die heutige Vorhalle, ist höher als der Hauptbau und über rechteckigem Grundriss errichtet. Es handelt sich um den Sockel des im Dreißigjährigen Krieg eingestürzten Turmes. An der Westseite gibt es ein gotisches Stufenportal und darüber ein rechteckiges, vertieftes Putzfeld. Der Giebel ist verputzt und hat zwei nahezu rundbogige Fenster mit Lamellen als Schallöffnungen für die dahinter aufgehängte Glocke. Den oberen Abschluss bildet ein Satteldach mit Ziegeldeckung.

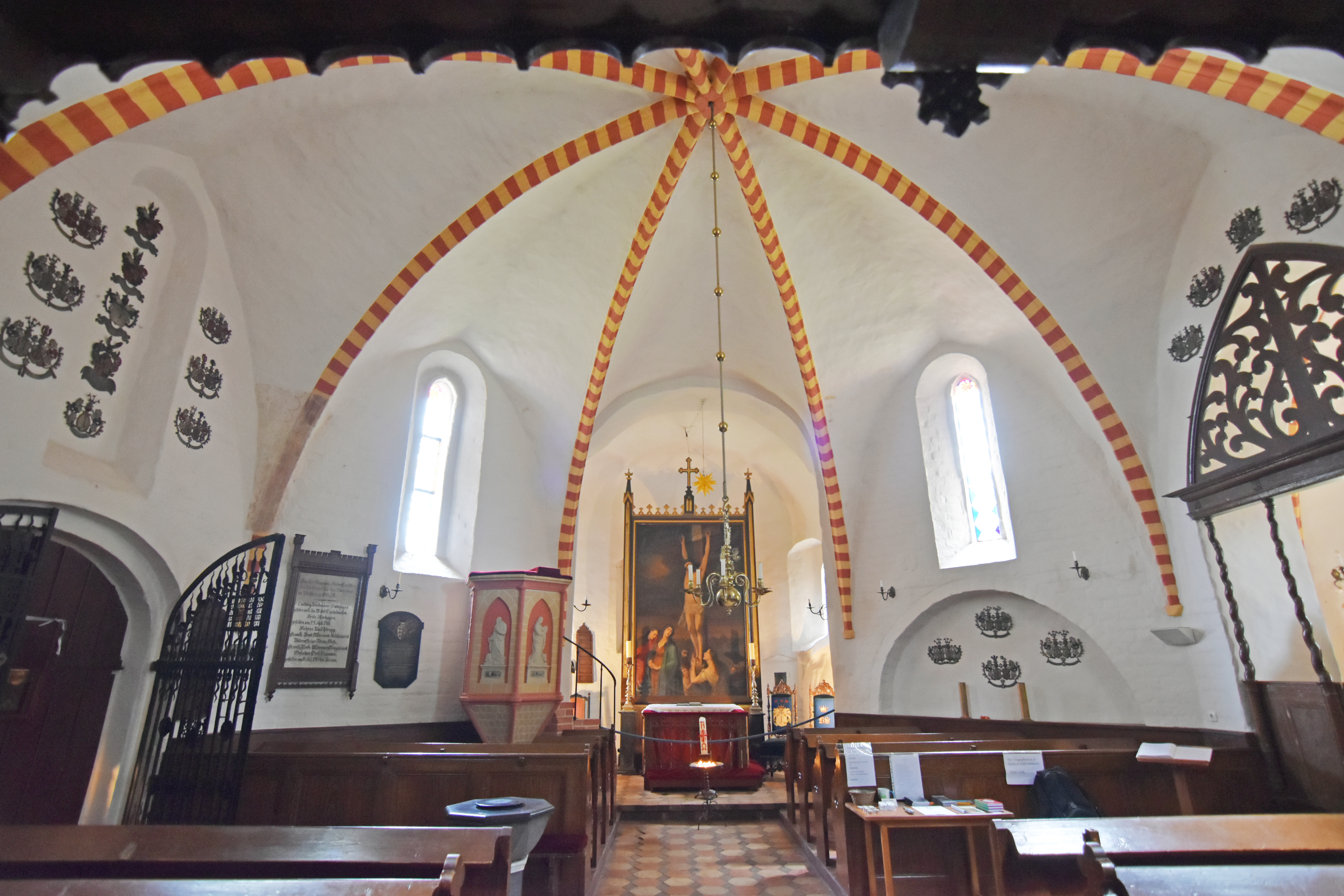
Blick in Richtung Altar

Die Vorhalle erhielt in der zweiten Hälfte des 19. Jahrhunderts einen nördlichen Anbau mit vier Strebepfeilern, spitzbogigen Fenstern und Blindfenstern und einer zweiflügligen Tür nach Norden. (Vergleiche hierzu die Bestandszeichnungen von 1902) Die heute ziegelsichtigen Fassadenflächen waren 1982 noch verputzt.
Der achteckige Querschnitt der Kirche ist wegen der Anbauten nicht leicht erkennbar. Er ist deutlicher an den von der Kirchendecke herunter geführten Decken- und Wandrippen erkennbar (nebenstehendes Bild).

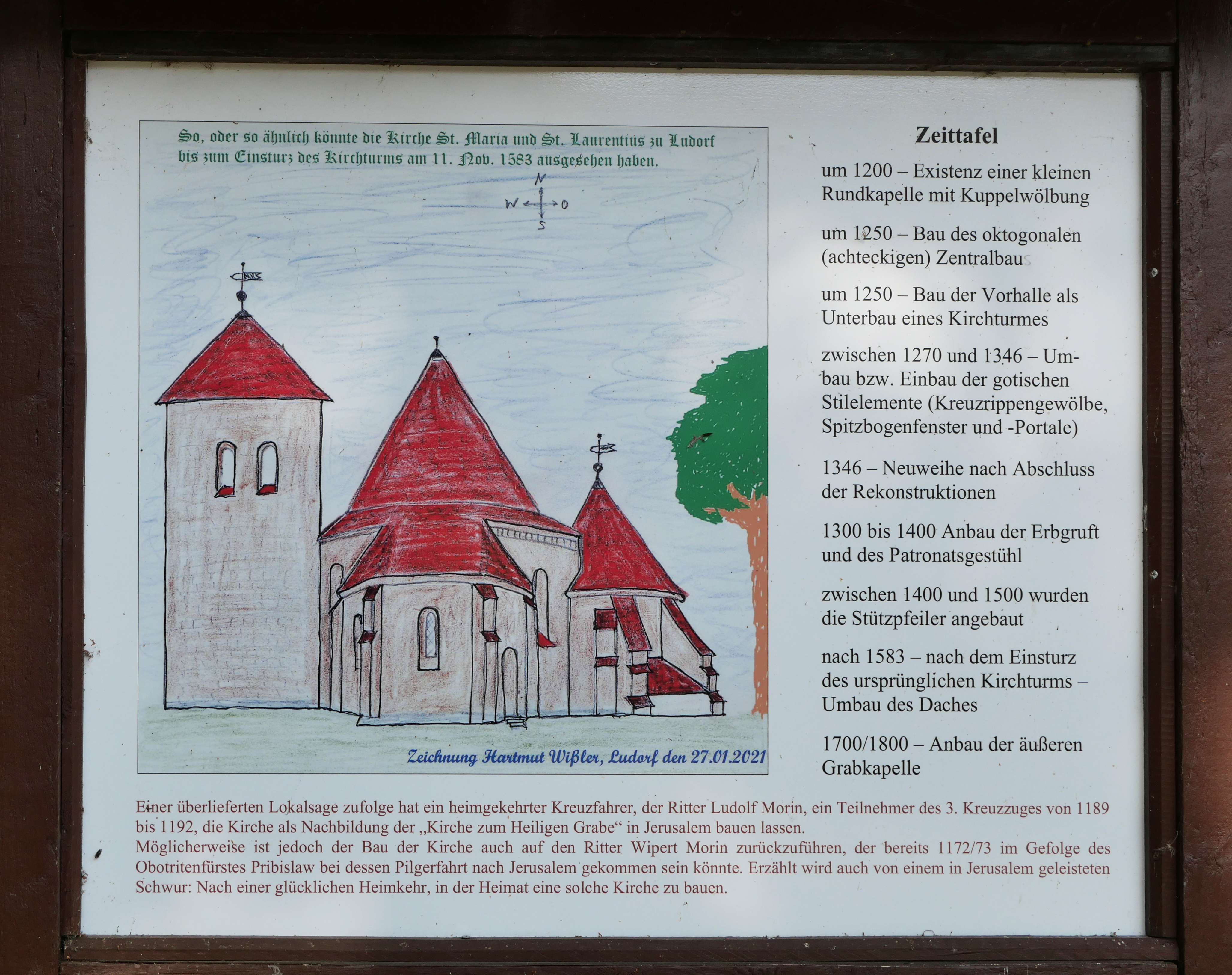
Rekonstruktion, vor Dreißigjährigem Krieg
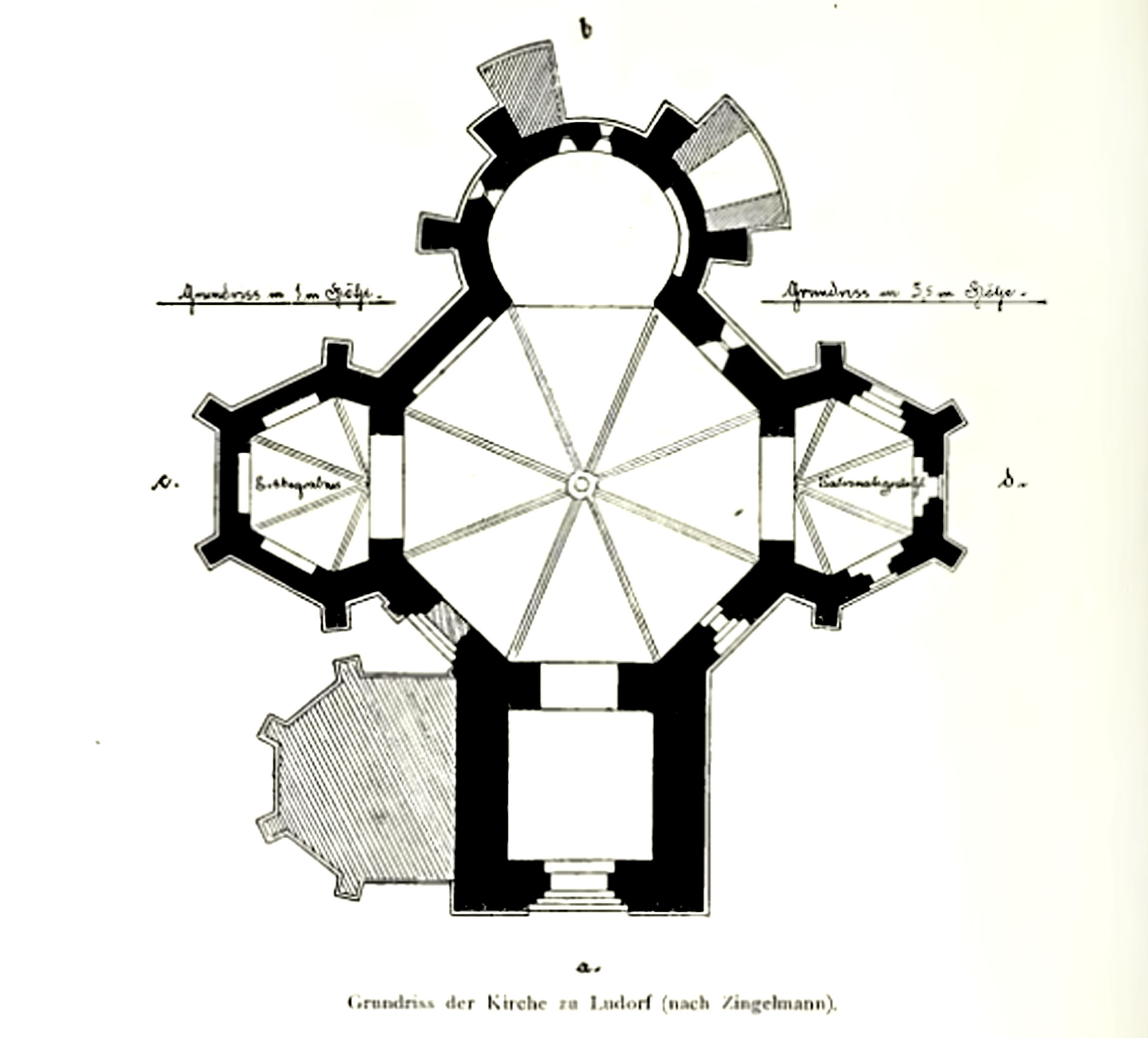
Grundriss, 1902
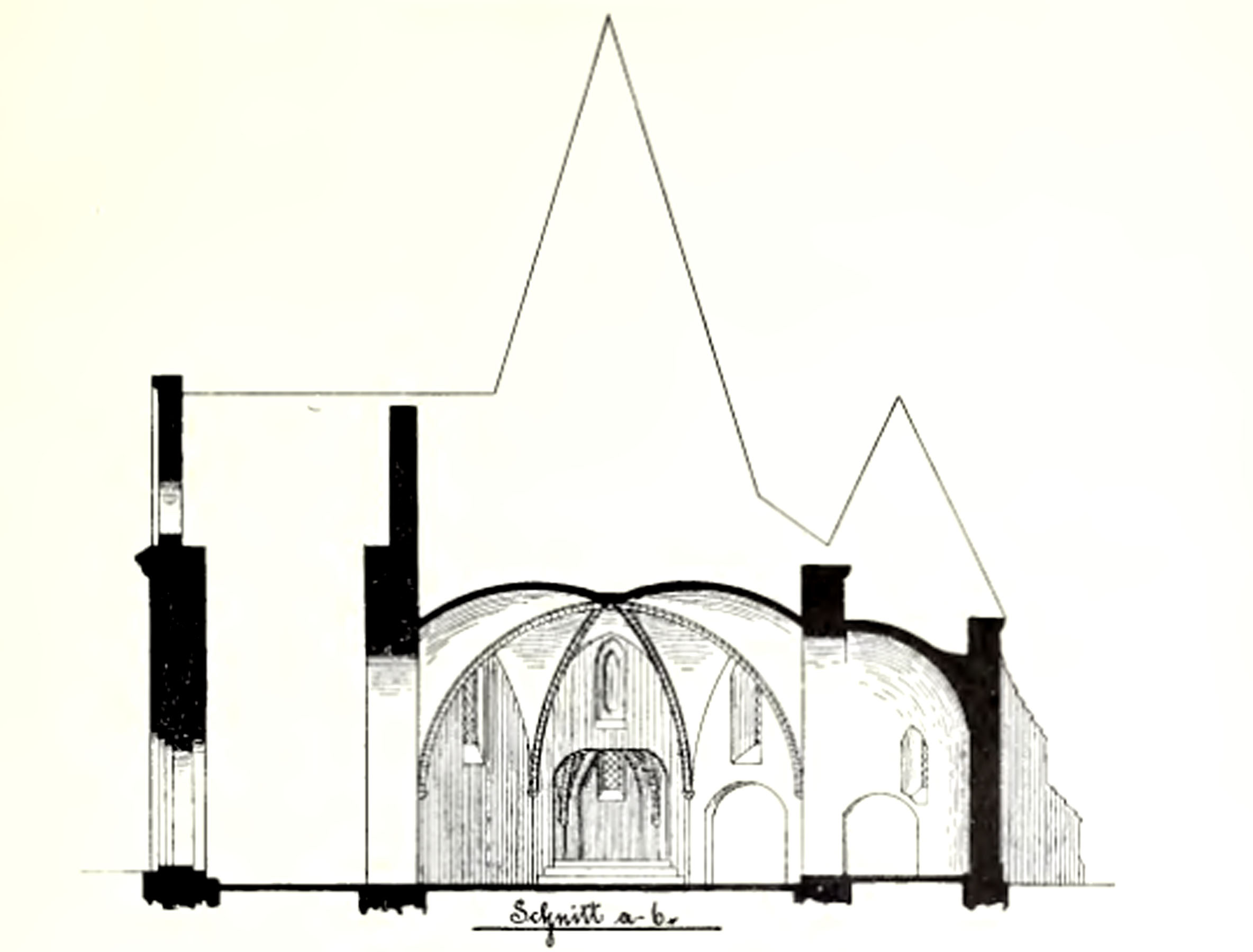
Längsschnitt (West-Ost), 1902
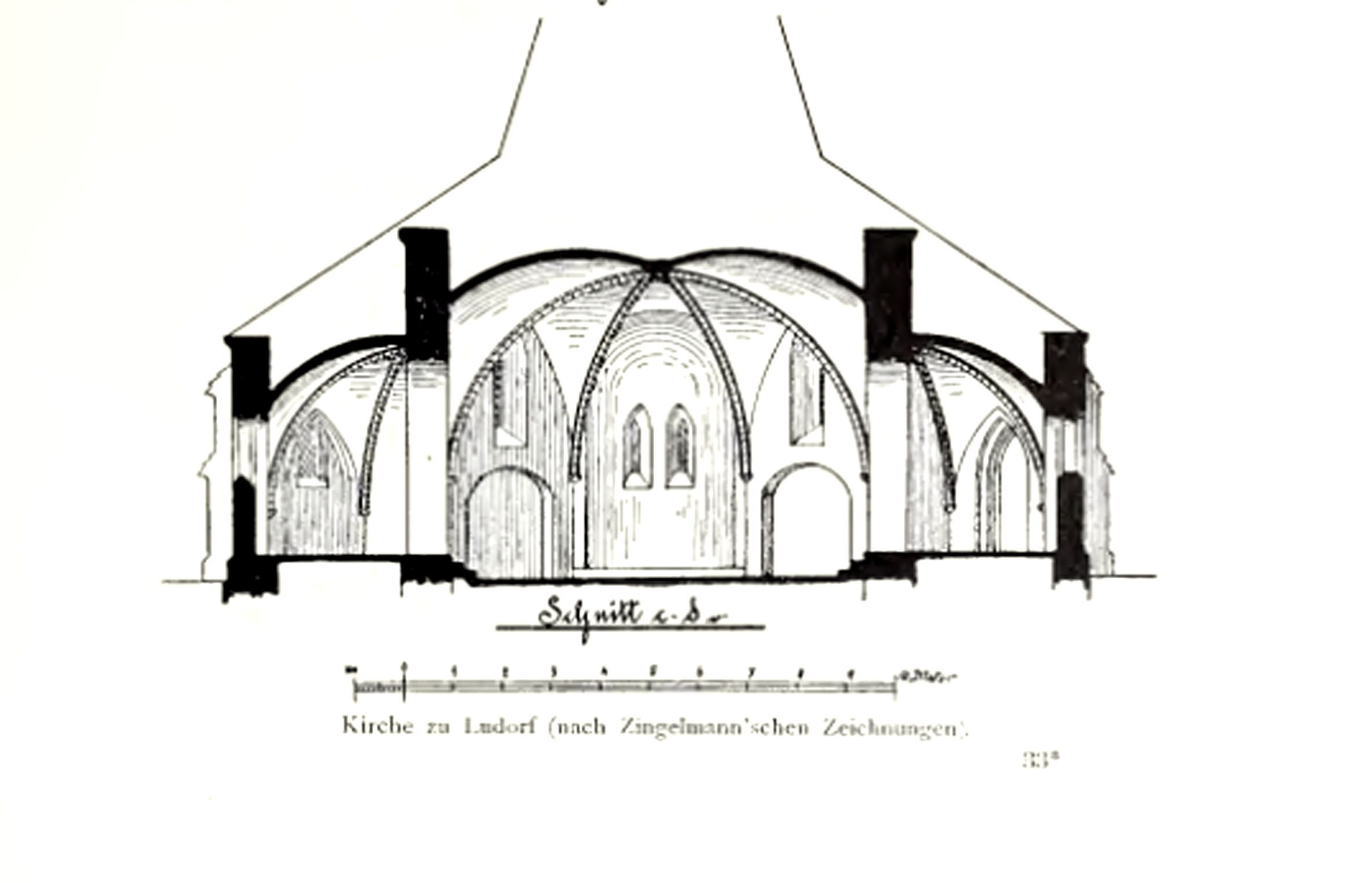
Querschnitt (Nord-Süd), 1902

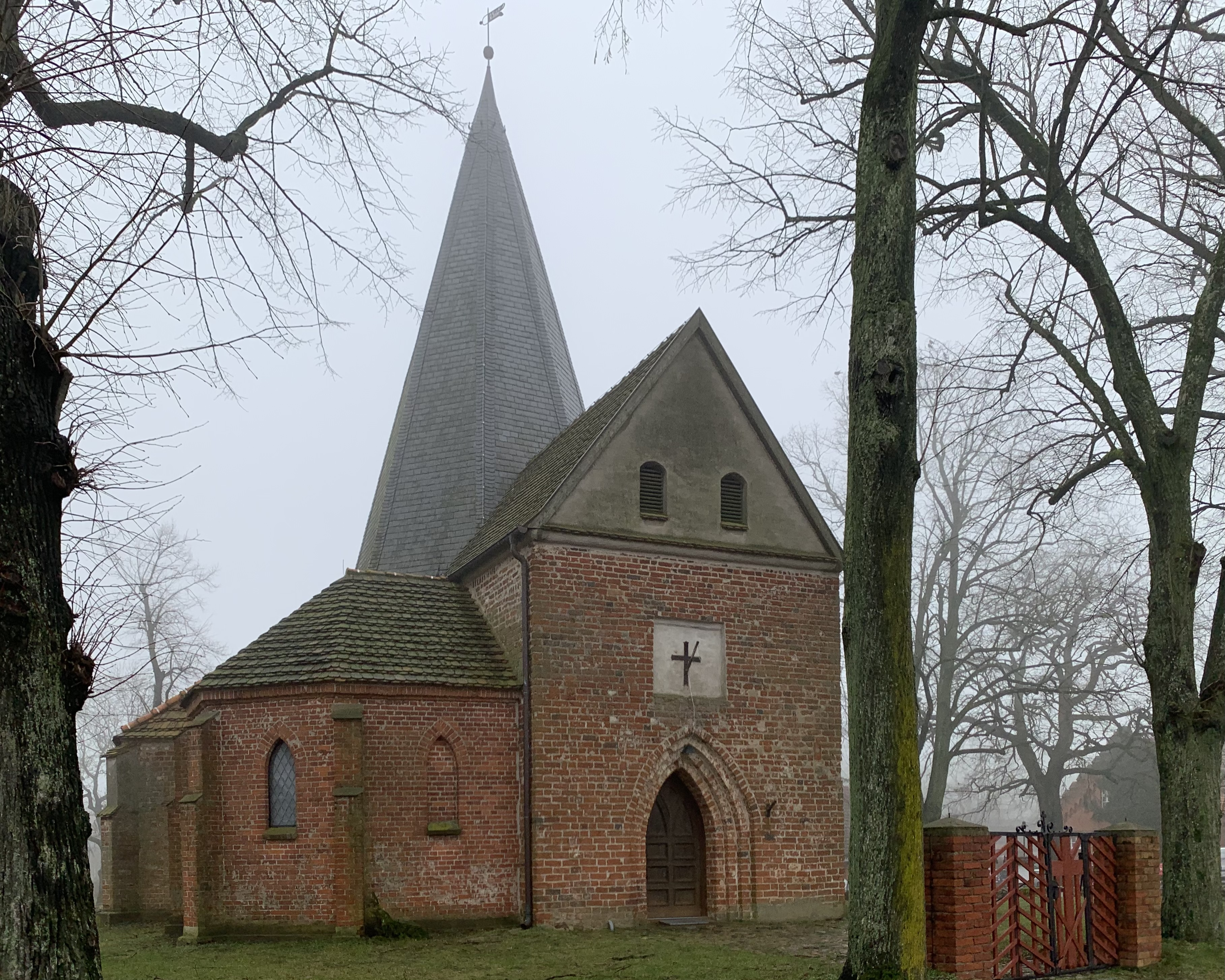
Ansicht von Westen, 2024
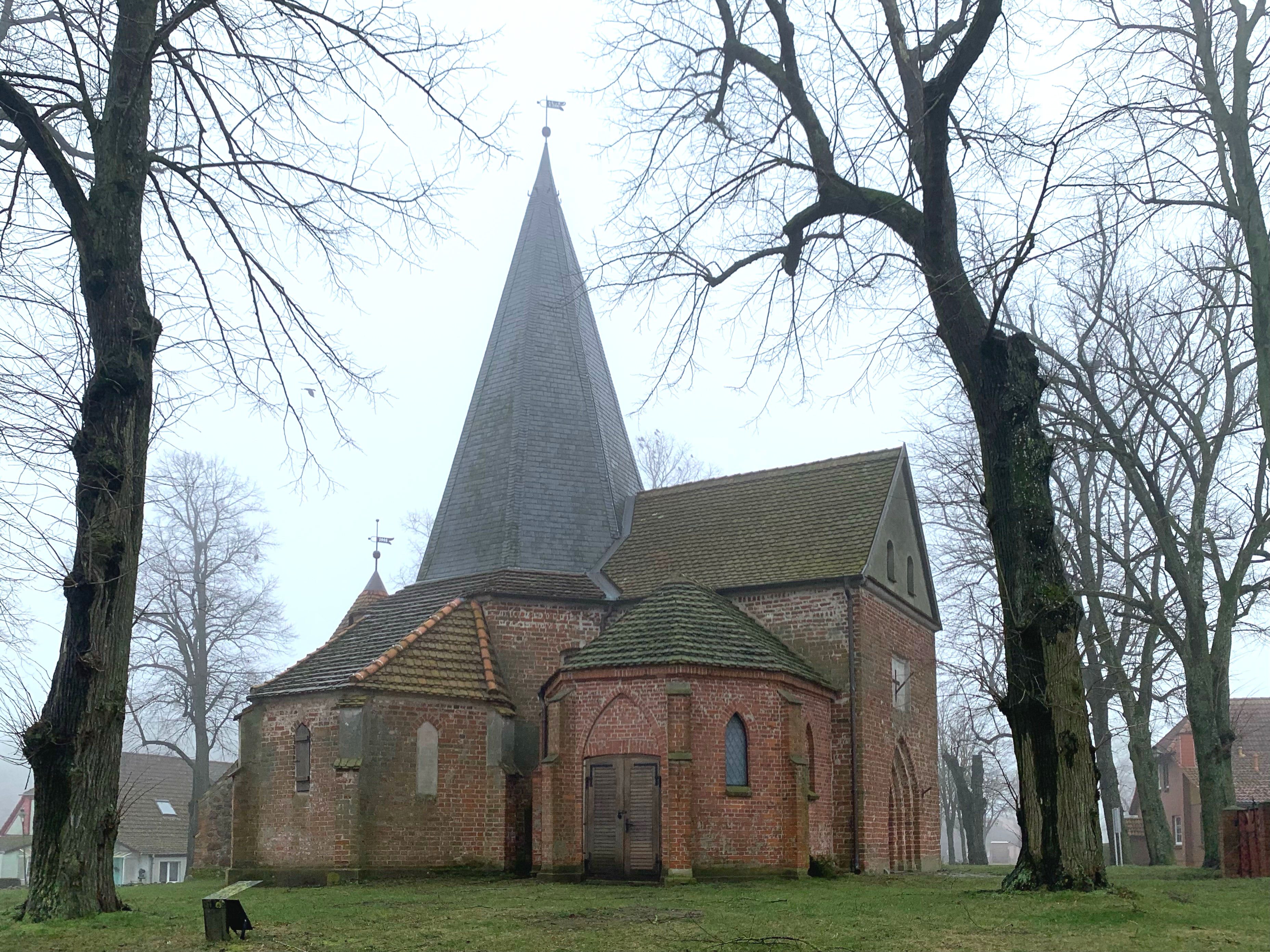
Ansicht von Nordwesten, 2024
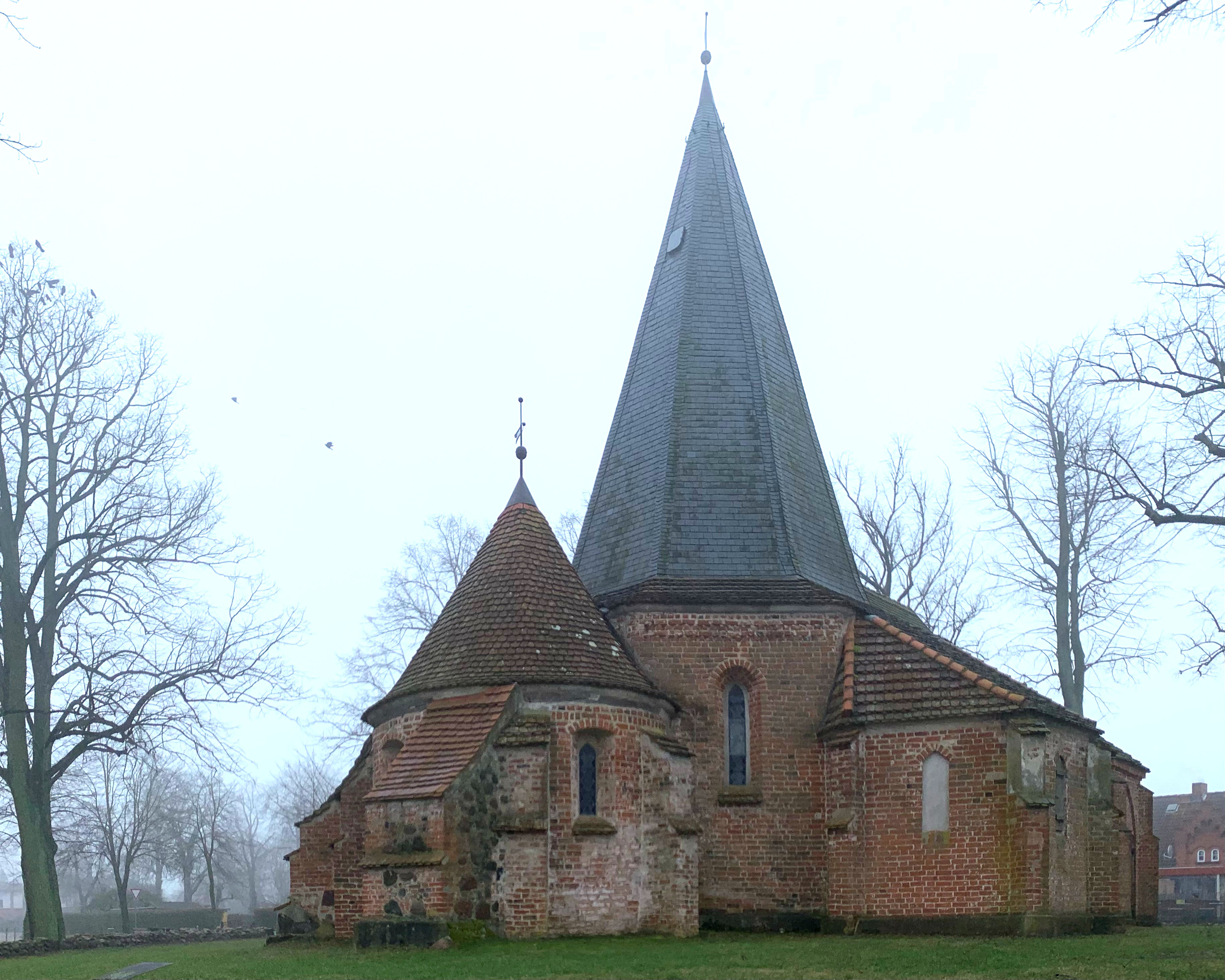
Ansicht von Nordosten, 2024
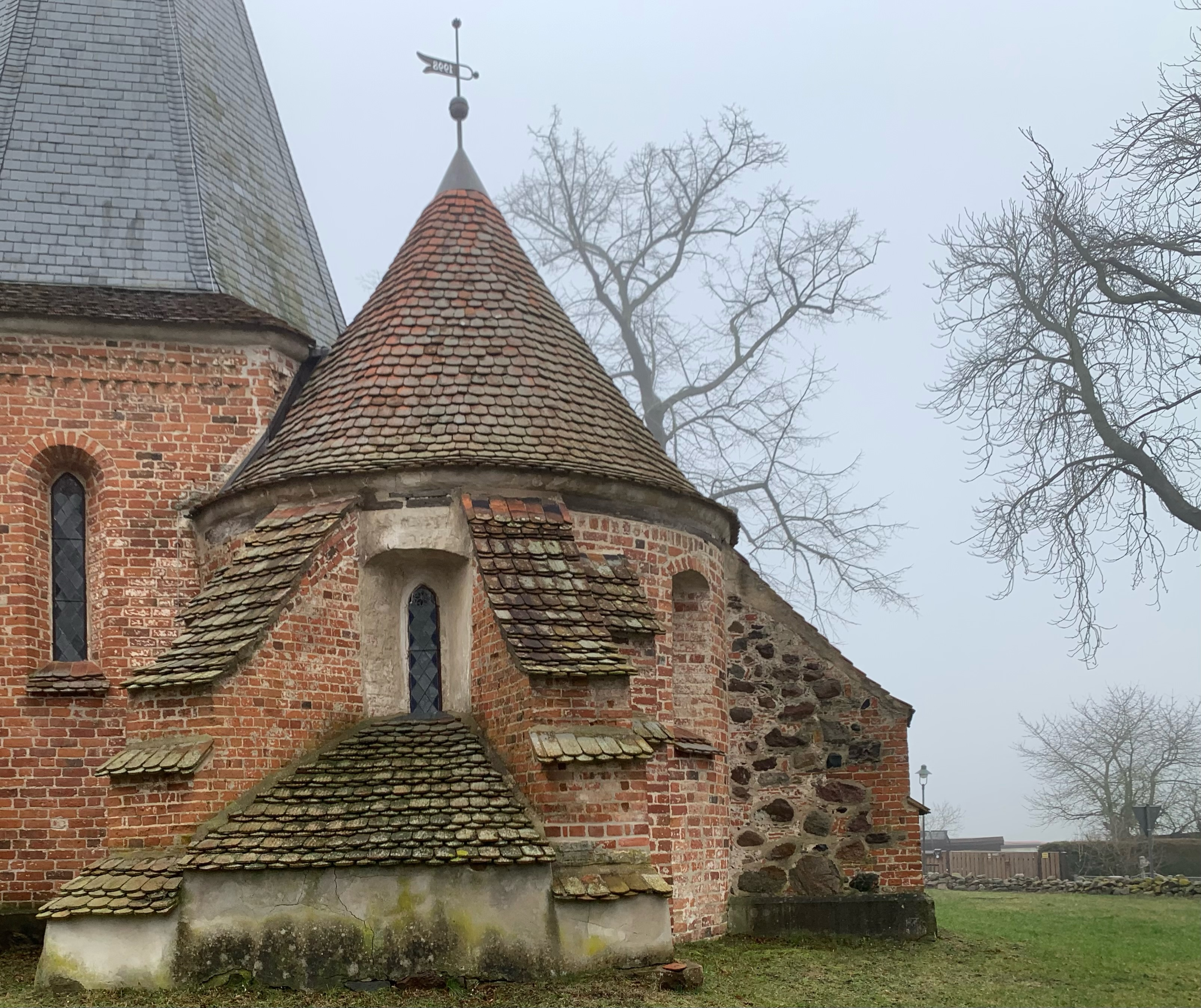
Apsis von Südosten, 2024
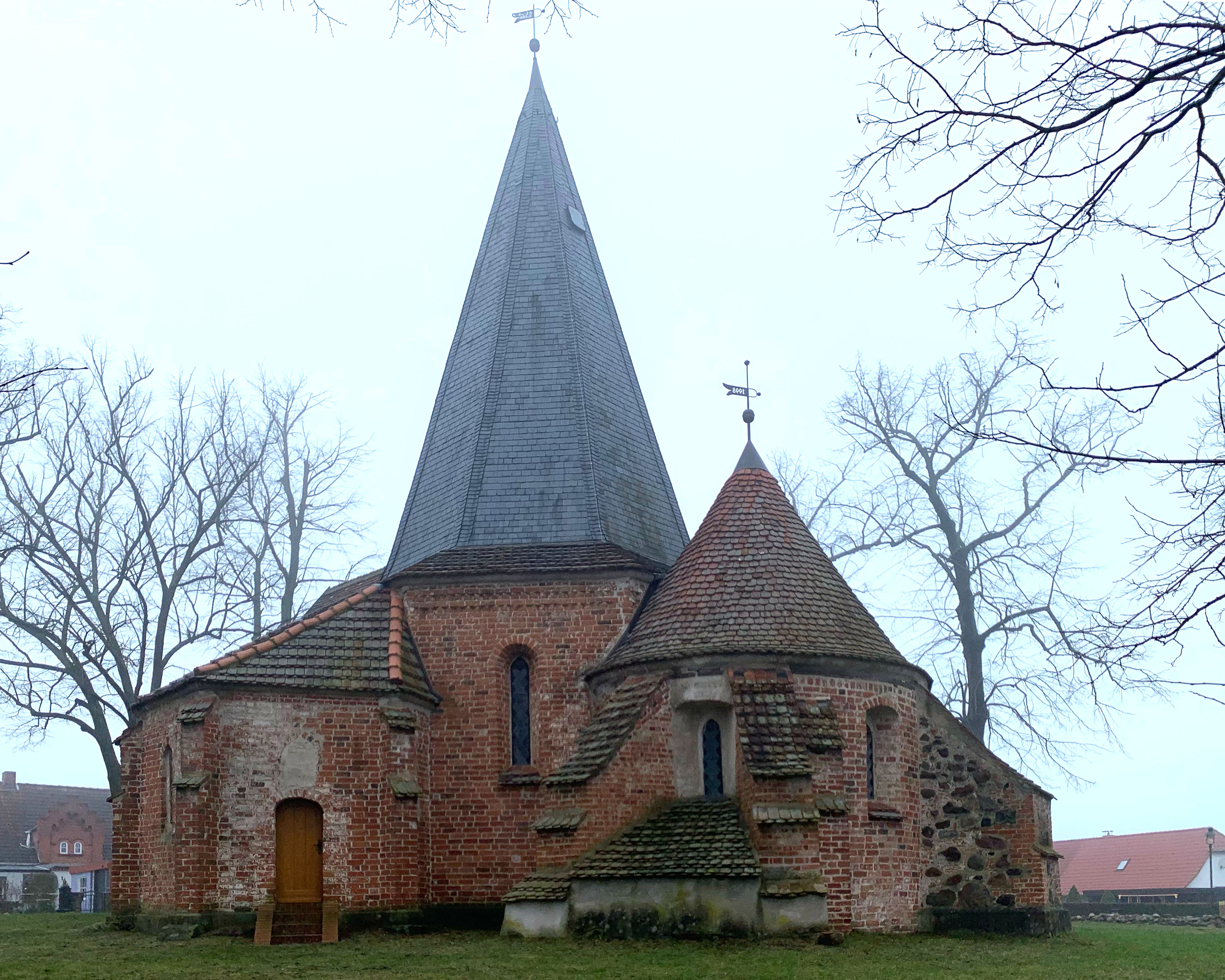
Ansicht von Südosten, 2024
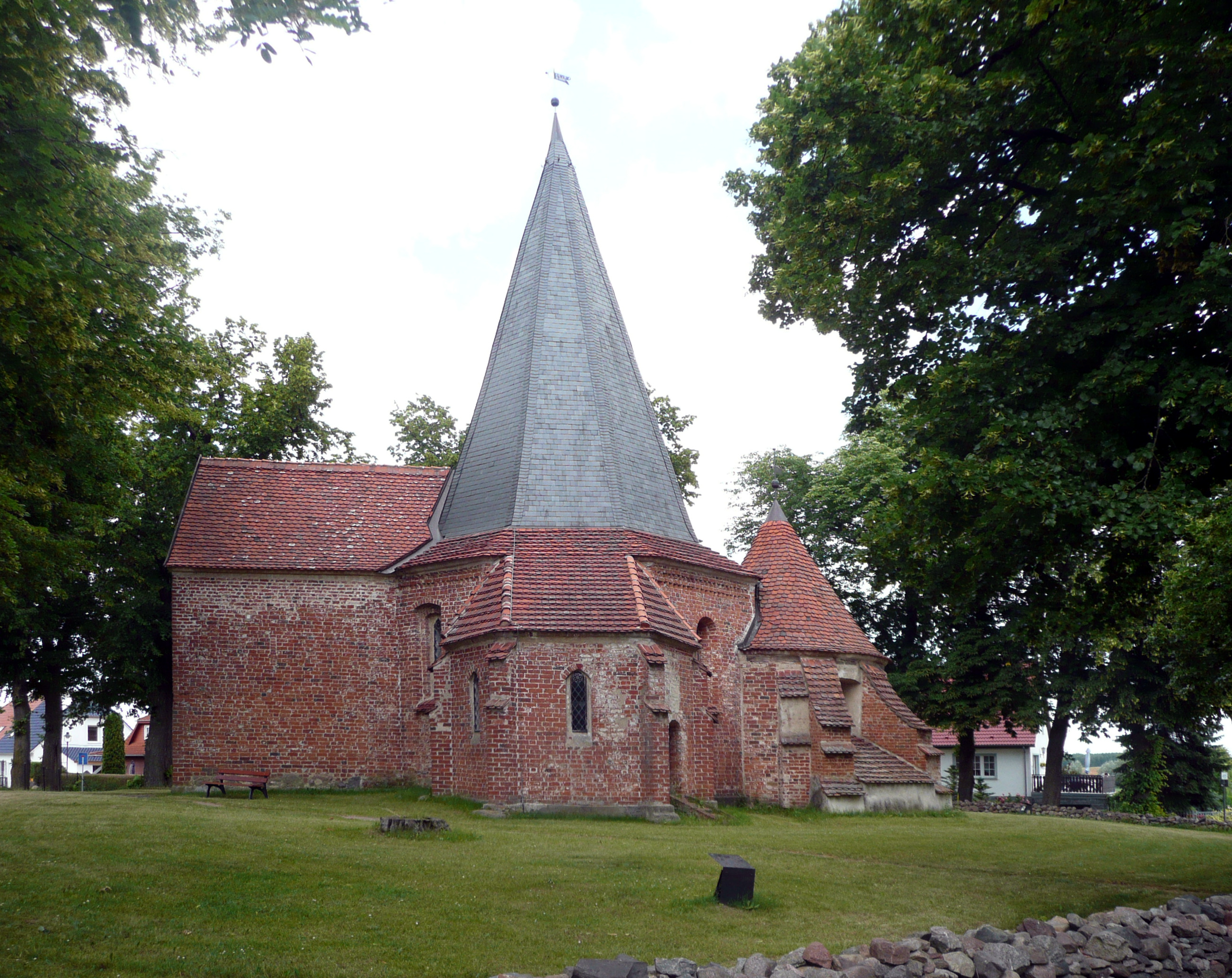
Ansicht von Süden, 2011
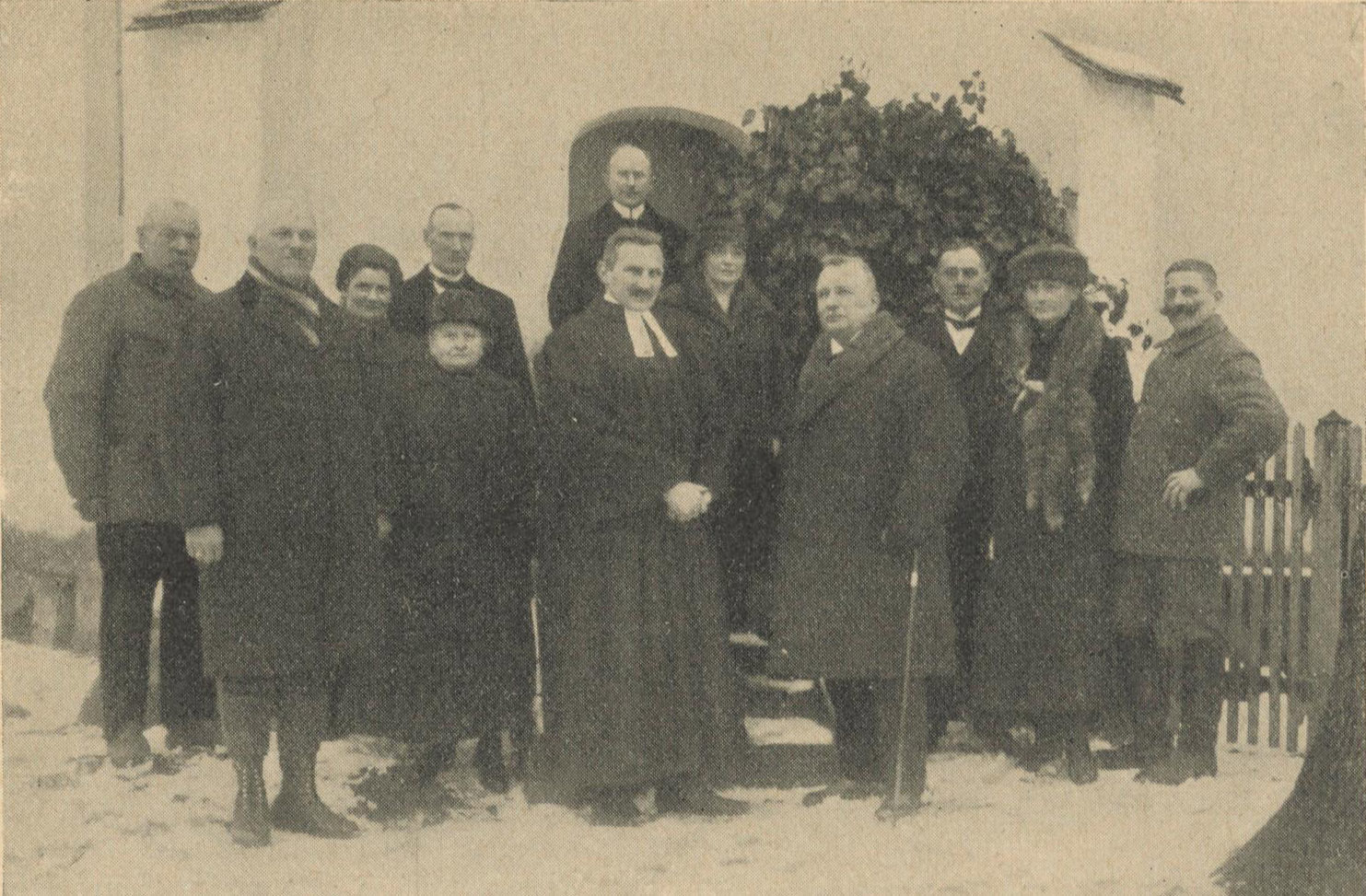
Kirchengemeinderat Ludorf (ca. 1921–1926)

## Innenraum

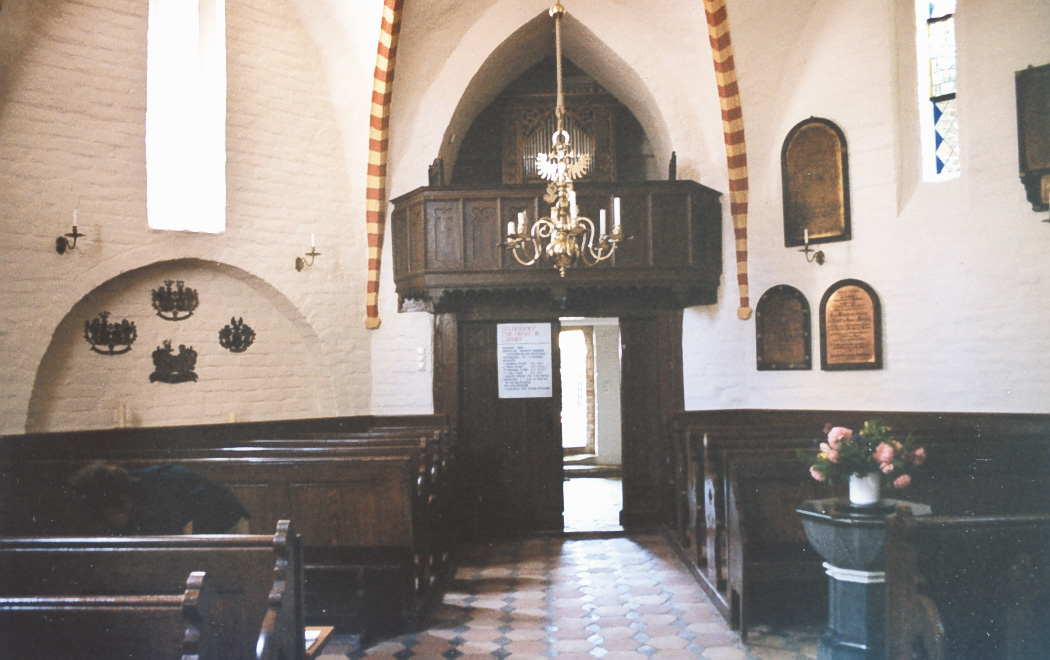
Blick zur Vorhalle

Der Hauptzugang zur Kirche ist das Westportal. Man kommt durch eine Vorhalle in den zentralen Raum mit einem hohen Rippengewölbe. Teilweise sind frühere Farbfassungen von Restauratoren freigelegt worden. Der nördliche Kapellenanbau diente als Grabkapelle des Geschlechts von Knuth, im 18. Jahrhundert Herren in Ludorf. Adam Levin von Knuth ließ die Gruft 1736 für sich und seine Gattin errichten. Der Kapellenraum enthält 9 Särge und einen Kindersarg. Er ist zum zentralen Raum hin verschlossen (siehe Ausstattung). Der südliche Kapellenanbau ist zum zentralen Raum offen und war beim Gottesdienst der Herrschaft vorbehalten (Patronatsloge). Beide Anbauten haben ein Rippengewölbe. Im Osten befindet sich der Altarraum im ältesten Teil der Kirche mit einem Kuppelgewölbe.

### Ausstattung
In der Apsis befindet sich der neugotische Altar mit Kreuzigungsszene. Am Übergang von Apsis zum Hauptraum steht die gemauerte Kanzel mit Evangelistenreliefs aus dem 17. Jahrhundert. An den Wänden hängen zinnerne Sargbeschläge mit Wappen der Patronatsfamilien aus dem 18. und 19. Jahrhundert, Kabinettscheiben von 1680 ergänzen die Ausstattung. Der sechsarmige Kronleuchter aus Messing, der vom Schlussstein des Gewölbes in den Kirchenraum herabhängt stammt aus dem 17. Jahrhundert. Die beiden bronzenen Leuchter beidseitig des Altars wurden 1698 von Adam Levin von Knuth gestiftet. Die Grabkapelle der Familie Knuth ist mit einer eichenen Holztür und der davor befindlichen kunstvollen schmiedeeisernen Gittertür von 1736 verschlossen. Die Glocke wurde 1709 von Adam Levin von Knuth und seiner Frau Cornelia gestiftet.

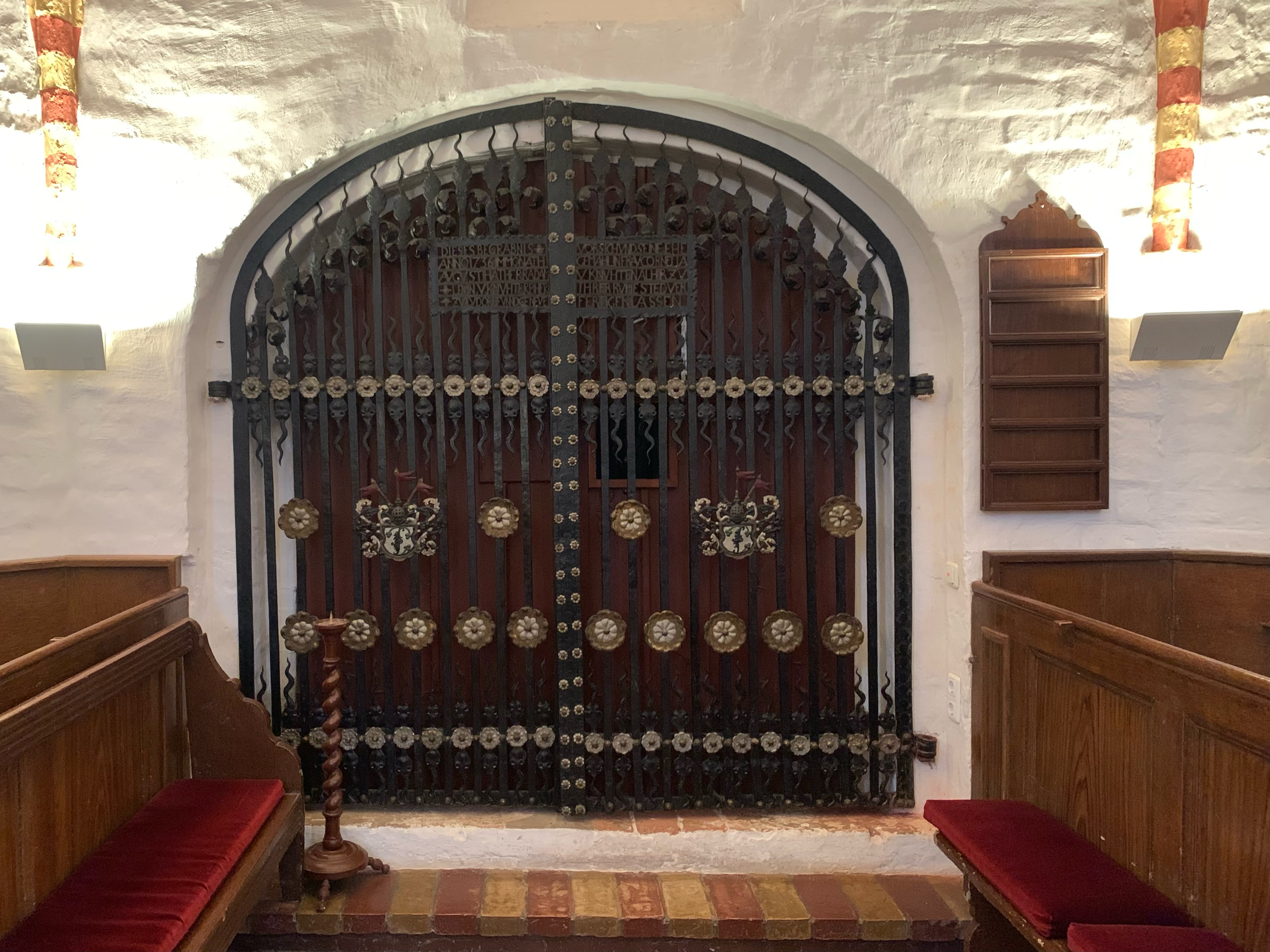
Schmiedeeiserne Gittertür vor der Grabkapelle der Familie Knuth, 2024
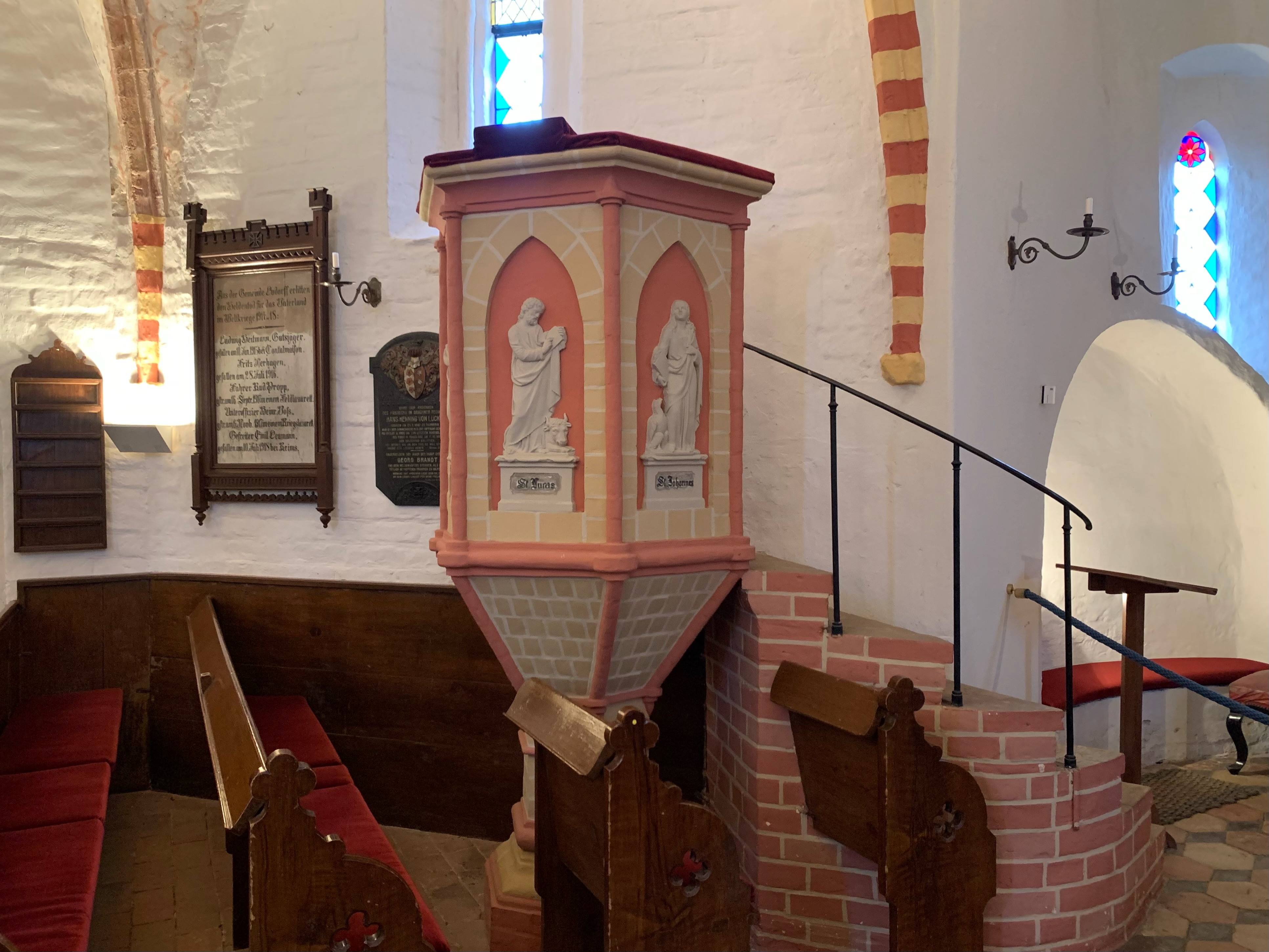
Gemauerte Kanzel, 2024
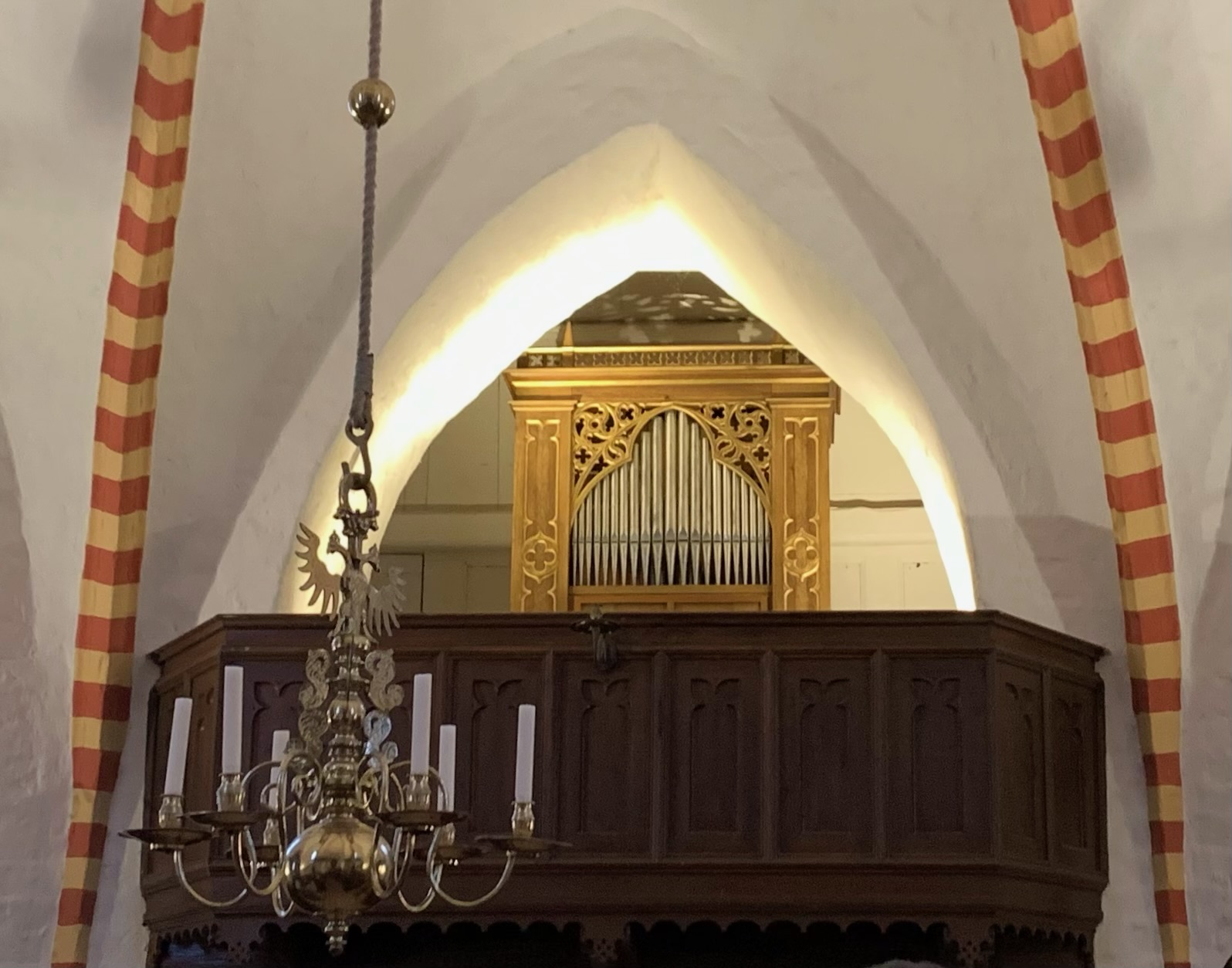
Orgel, 2024
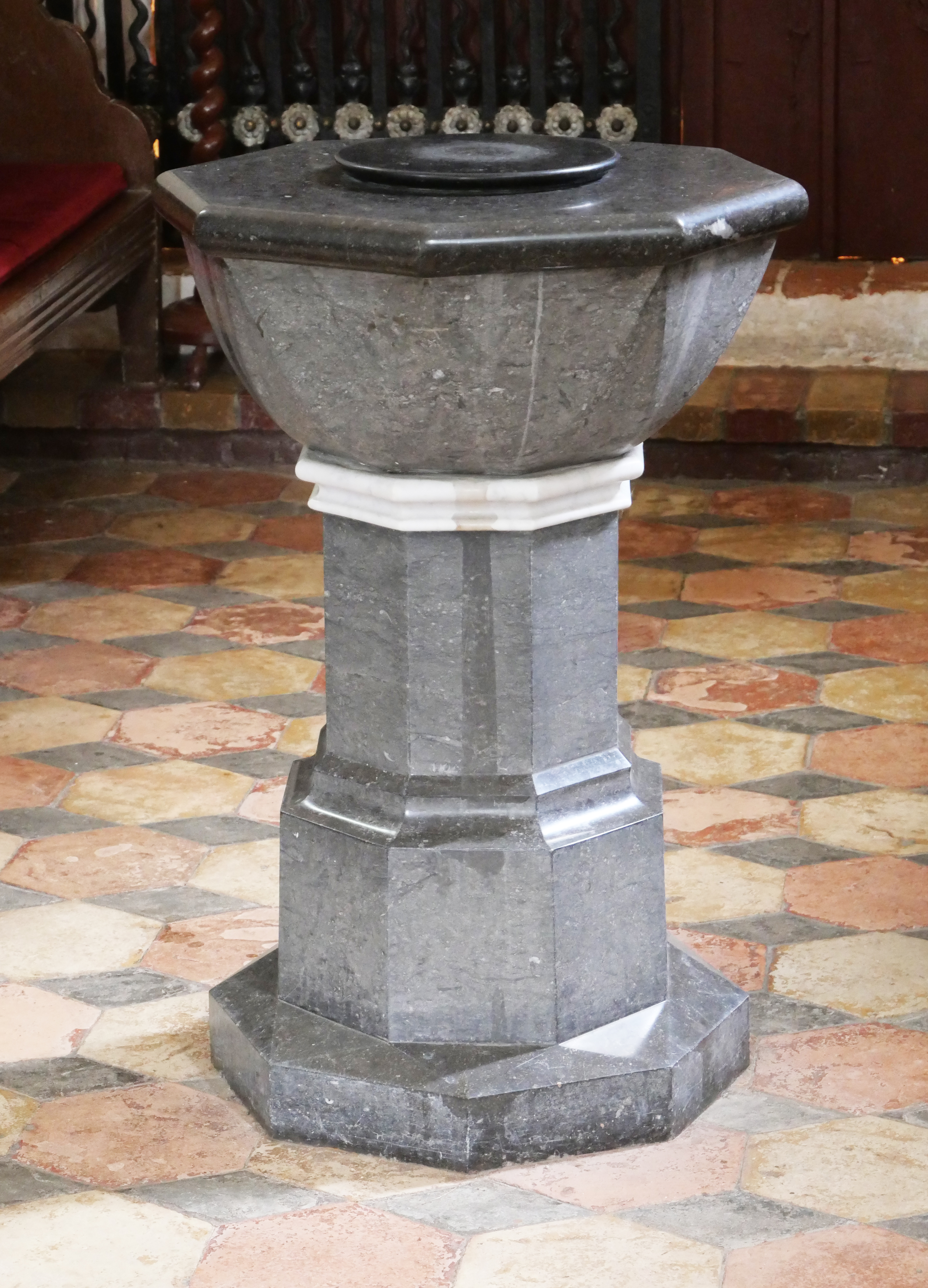
Achteckiges Taufbecken

### Orgel
Die Orgel wurde 1854 von dem Wittstocker Orgelbauer Friedrich Hermann Lütkemüller erbaut. Das Instrument hat ein zweiteiliges Gehäuse, das im neugotischen Stil gestaltet, braun lasiert und mit vergoldeten Profilen und Schleierbrett verziert ist. Das rein mechanische Schleifladen-Instrument hat vier Register auf einem Manual (C–d3: Gedackt 8′, Dolce 8′, Praestant 4′, Flöte 4′). Es verfügt über kein Pedal. Die Orgel wurde umfassend restauriert und 2005 wieder eingeweiht.

## Heutige Nutzung
Die Dorfkirche Ludorf ist heute Filialkirche der evangelisch-lutherischen Kirchgemeinde Röbel. 1996/97 fanden an Vorhalle und Außenmauern mit Unterstützung der Deutschen Stiftung Denkmalschutz Restaurierungsarbeiten statt. 2001 erfolgte die Wiedereinweihung. Die Kirche ist von Montag bis Freitag von 14.00 bis 17.00 Uhr zu besichtigen. Es werden regelmäßig Konzerte veranstaltet.